# Тимелія рудоголова
Тиме́лія рудоголова (Malacopteron magnum) — вид горобцеподібних птахів родини Pellorneidae. Мешкає в Південно-Східній Азії.

## Опис
Довжина птаха становить 15 см. Верхня частина тіла оливково-коричнева, крила і хвіст бурі. На тімені рудувато-коричнева пляма, шия чорна. Нижня частина тіла світло-сіра. Дзьоб зверху чорний, знизу сірий, лапи чорні. Виду не притаманний статевий диморфізм.

## Підвиди
Виділяють два підвиди:
- M. m. magnum Eyton, 1839 — Малайський півострів, Суматра, Калімантан (за винятком півночі) і острови Південнокитайського моря;
- M. m. saba Chasen & Kloss, 1930 — північний Калімантан.

## Поширення і екологія
Рудоголові тімелії мешкають на півдні Таїланду і М'янми, в Малайзії, Індонезії і Брунеї. Вони живуть у вологих рівнинних тропічних лісах і чагарникових заростях та на болотах. Зустрічаються на висоті до 450 м над рівнем моря (подекуди на висоті до 1000 м над рівнем моря).

## Поведінка
Рудоголові тимелії живляться комахами, яких шукають в кронах дерев, а також насінням. Гніздо чашоподібне, розміщується на дереві. В кладці 2-3 яйця. Інкубаційний період триває 2 тижні, пташенята покидають гніздо ще через 2 тижні.

## Збереження
МСОП класифікує стан збереження цього виду як близький до загрозливого. Рудоголовим тимеліям загрожує знищення природного середовища, а також лісові пожежі.